# トロワ・バートン
トロワ・バートン（Trowa Barton）は、TVアニメ『新機動戦記ガンダムW』およびOVA『新機動戦記ガンダムW Endless Waltz』に登場する架空の人物。担当声優は中原茂。

## 人物
- 人種：不明
- 年齢：不詳（推定15-16歳）
- 身長：165cm[1]
- 体重：44kg
- 瞳色：ダークグリーン
- 髪色：マスタードブラウン

片目が隠れるほどに長い前髪が特徴。寡黙で冷静沈着な反面、仲間に対する情が厚く面倒見も良い。乗機はガンダムヘビーアームズ。
身分を偽装した潜入を得意とするなど、工作員としての能力も高く、伸身三回宙返り一回捻りを楽々とこなす身体能力を活かして、地球降下後はサーカス団に潜伏していた。そのサーカス団では、看板娘のキャスリンの相方を務めていた。また、サーカスのライオンもおとなしくさせ、このことが入団の一番の決め手となった。
トロワ・バートンは本名ではなく、オペレーション・メテオ発動直前に殺害された本来のパイロットの名前をもらったものである。本来の経歴は、物心もつかない頃に傭兵部隊に拾われた名もない兵士で、10歳の頃からモビルスーツで戦場を渡り歩いていた。自分の名を呼びたい者には「名無し」と呼ばせ、オペレーション・メテオ直前にはヘビーアームズの整備工をしていた。
背中には生まれたばかりの頃に負ったらしき火傷があるが、本人にはその記憶はない。なお、キャスリンには幼い頃に生まれたばかりの「トリトン」と言う名の弟を炎の中で失った過去があるため、キャスリンはトロワが実弟のトリトンではないかと思っていたが、確証は得ておらず、真相は不明である。
ガンダムのパイロットは特殊な訓練を受ける中、トロワだけは訓練無しでオペレーション・メテオに参加している。しかし、幼い頃から己で戦場で身につけた戦闘技術により、他の4人にひけを取ることは一切無かった。OZ潜入時には、冷徹に任務をこなしたことからレディ・アン上級特佐に「完璧なパイロット」と評されている。
名前の由来はフランス語の「3 （trois）」。姓はティム・バートンから。

## 劇中での活躍
新機動戦記ガンダムW
地球でOZのコルシカ基地を襲撃した際にカトルと出会い、彼のバイオリンにあわせてフルートを演奏する芸達者な一面を見せた。またトレーズに完敗して意気消沈の五飛にコーヒーを入れてなぐさめたり、自爆して重傷を負ったヒイロをサーカス団にかつぎ込んで匿ったりするなど、なにかと他のガンダムパイロットの面倒を見ていた。サーカス団で療養中のヒイロの台詞（自爆が『死ぬほど痛い』）に大笑いしてキャスリンを驚かせたりしていたが、その後はヒイロと共に行動し、ヒイロが誤って殺してしまったノベンタ元帥の全ての親族に謝罪するための旅にも付き合った。南極でゼクスとヒイロが決闘を演じた際には自分の愛機であるヘビーアームズを提供。密かにウイングガンダムのビームサーベルを左腕に仕込む改造を施していた。
南極での戦いの後、ヘビーアームズを地球に放棄して宇宙に上がりOZ宇宙軍に潜入するが疑惑の目を向けられ、捕獲されたガンダムデスサイズを見せしめに破壊することを命じられる。それは自分達の「オペレーション・メテオ」が敗北したことを象徴するものだったが、強靭な自制心で全く動揺を感知されることなく命令を遂行してみせた。しかし、コクピットの中で無意識のうちに涙を流した。
その後、OZに捕らえられたガンダム製造技師達が開発したヴァイエイトのテストパイロットになり、ヒイロと共にウイングガンダムゼロでコロニーを破壊して回るカトルを迎え撃つ。死闘の最中、ヒイロをかばってウイングゼロのツインバスターライフルの直撃を受けるが、機体が爆発寸前にもかかわらずカトルに語りかけ続け、自分達のコロニーのための戦いは終わったと言い、新しい時代を受け入れて本来のカトルに戻ってほしいと説得した。そしてヴァイエイトは大破し、トロワは宇宙空間に投げ出される。
宇宙空間を漂っていたところを救助され、とあるコロニーでキャスリンと再会するが、記憶喪失となっていた。そのままキャスリンの弟としてサーカス団で働くが、記憶を失ったトロワは戦争の影に怯えるおとなしい少年になっていた。デュオやカトルが会いに来た際には、キャスリンがもうトロワを戦争には行かせまいと彼らを追い払っていたが、サーカス団のあるコロニーが戦争に巻き込まれた時、キャスリンを守るためにカトルと共に再び戦場に戻る。
身体に染み付いたMS操縦技術だけで戦い続けるが、キャスリンのいるコロニーがOZに占拠されたとき、単独でウイングゼロに搭乗して出撃。ゼロシステムに取り込まれかけるがカトルの呼びかけで正気を取り戻し、システムが見せたイメージによって記憶も取り戻した。完全復活した後は、宇宙用に改造されたヘビーアームズで戦い抜く。最終決戦でもドロシーとの決闘で重傷を負ったカトルの救出に行き、失意のドロシーにも「帰る場所があるなら、生きなければならない」と声をかけ、脱出した。
漫画版では、かつてのOZ士官としての身分を利用しヒイロとゼクスの最終決戦の様子をレディ・アンに送っている。
新機動戦記ガンダムW Endless Waltz
キャスリンのサーカス団で巡業を行っていたが、その周囲にちらつく影を察知する。かつて自分が名前を頂戴した人物の一族が再び戦争を引き起こそうとしていることを知り、彼らが組織するマリーメイア軍の一つである少年少女兵部隊「新教聖歌隊」に偽名で潜入するが、あっさり正体がバレてしまう。マリーメイアに恭順の意を示すことでその場を逃れ、同じく潜入してきたデュオと一旦はサーペントで交戦する。その後ヒイロ、デュオと協力してX-18999コロニー落下阻止に成功する。その後、回収されたガンダムヘビーアームズ改を駆り、カトル、デュオらと共にブリュッセル大統領府へ降り立ち、サーペントの大部隊と激戦を繰り広げる。マリーメイア軍の乱が終結した後は、ヘビーアームズを爆破し、「トロワ」として再びキャスリンのいるサーカス団に戻る。
『PREVENTER・5』（『新機動戦記ガンダムW EPISODE ZERO』収録）
五飛の訪問を受け、彼の依頼に応じてプリベンターと合流、立て篭もり事件解決に動き出す。

## 搭乗機
主な搭乗機
- XXXG-01H ガンダムヘビーアームズ(テレビアニメ版)
  - XXXG-01H ガンダムヘビーアームズ（EW版）
  - XXXG-01H2 ガンダムヘビーアームズ改(テレビアニメ版)
  - XXXG-01H2 ガンダムヘビーアームズ改（EW版）

その他の搭乗機
- XXXG-01W ウイングガンダム(テレビアニメ版)
  - XXXG-01W ウイングガンダム（EW版）(敗者たちの栄光)
- OZ-13MSX1 ヴァイエイト
- OZ-12SMS トーラス（サンクキングダム所属機） (テレビアニメ版)
- XXXG-00W0 ウイングガンダムゼロ(テレビアニメ版)
- OZ-06MS リーオー(宇宙用、OZ所属機)
- MMS-01 サーペント